# Framed in Blood - The Very Blessed of the 69 Eyes
Framed in Blood – The Very Blessed of the 69 Eyes è un album della bang gothic rock finlandese The 69 Eyes. È la seconda raccolta del gruppo pubblicata sotto la Gaga Goodies/Poko Rekords.

## Tracce
1. Brandon Lee – 3:31
2. Dance d'Amour – 3:54
3. Gothic Girl – 4:27
4. Wasting the Dawn – 5:19
5. Crashing High – 3:54
6. The CHair – 4:10
7. Velvet Touch – 4:13
8. Call Me – 3:31
9. Stolen Season – 4:35
10. Betty Blue – 3:34
11. Wrap Your Troubles in Dreams – 4:55
12. Framed in Blood – 3:48
13. Tang – 3:28
14. Too Much to Lose – 3:08
15. Still Waters Run Deep – 4:09
16. Ghettoway Car – 2:58
17. Lay Down Your Arms, Girl – 3:39
18. Babysitter – 3:10

## Formazione
- Jyrki 69 (nato Jyrki Pekka Emil Linnankivi) - voce
- Bazie (nato Pasi Moilanen) - chitarra
- Timo-Timo (nato Timo Tapio Pitkänen) - chitarra
- Archzie (nato Arto Väinö Ensio Ojajärvi) - basso
- Jussi 69 (nato Jussi Heikki Tapio Vuori) - batteria